# 東京綜合写真専門学校

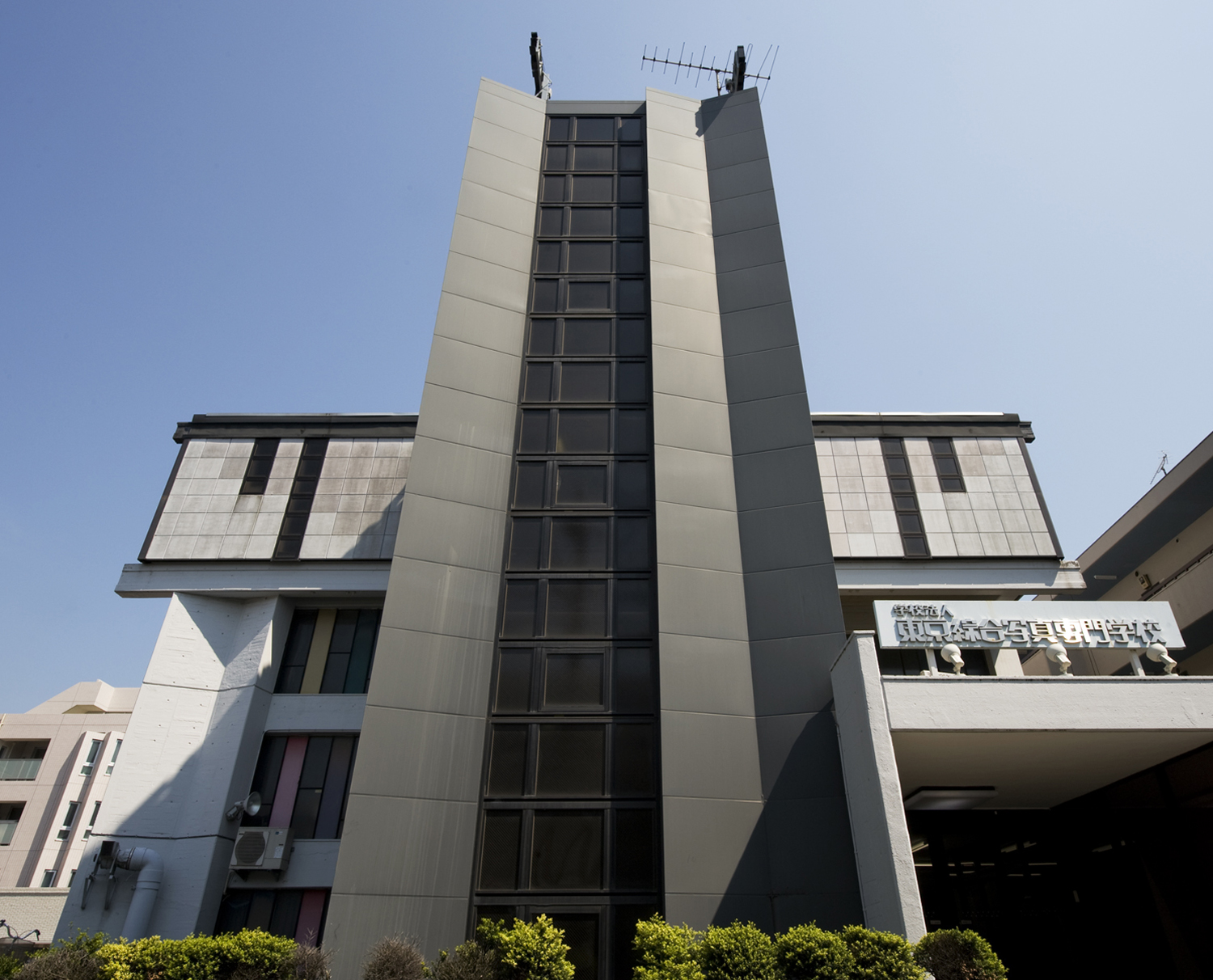
東京綜合写真専門学校

東京綜合写真専門学校（とうきょうそうごうしゃしんせんもんがっこう、Tokyo College of Photography）は、写真の専門課程が設置された専修学校。学校法人写真学園。

## 概要
1958年（昭和33年）、写真批評家の重森弘淹、渡辺勉、玉田顕一郎（元ロッコール誌編集長）らによって、東京都中野区小滝町に「東京フォトスクール」として開設された。当時は4ヶ月間の基礎コースだけであった。1960年（昭和35年）、「東京綜合写真専門学校」と改称し、東京都新宿区下落合に移転。
1963年（昭和38年）、神奈川県横浜市港北区箕輪町に位置する、日吉の現在地に校舎の第一期工事が完成し再移転。1966年（昭和41年）に二期工事、1967年（昭和42年）三期工事がそれぞれ完成し、今日に至っている。
1976年（昭和51年）には、写真関係の専門学校として、日本で最初に専修学校制度法による専修学校に移行した。

## 特徴
学校創立以来、篠山紀信や操上和美などの写真家を輩出している。また出身者には美術系大学の写真学科にて教鞭を執る者も存在し、大阪芸術大学の土田ヒロミや須田一政、武蔵野美術大学の小林のりお、東京芸術大学の鈴木理策、日本写真芸術専門学校副校長の樋口健二などが挙げられる。日本の写真教育の母型を作ったとも言える学校である。
卒業生には、オリジナル・プリントの制作、自主ギャラリーや写真専門の図書販売業を経営するなど、シリアスな作品を志向する写真作家が多く存在している。マスコミ関係・コマーシャル関係・写真産業・関連産業などで活躍する卒業生も多い。
バウハウスを手本とし、報道やコマーシャルなどへのコース細分化は行われていない。ヴァルター・ベンヤミンの『写真小史』などの写真評論を授業で使い、表現力を持った批評精神のある写真家を育てることを教育の目標としている。また、3年制で余裕をもって学べることも特色としている。ゼミナールは少人数制で、マン・ツー・マンでの教育が行われている。そして技術教育のみに偏らない表現教育をも重視する自由な創造空間である。

## 沿革
- 1958年 - 東京都中野区小滝町に「東京フォトスクール」を創立、日本写真批評家協会主催「夏期総合写真大学」を開催。
- 1959年 - 「東京綜合写真専門学校」設立。
- 1963年 - 神奈川県横浜市港北区の現在地（日吉）に移転。
- 1966年 - 学校法人写真学園の設立が認可される。
- 1971年 - ユージン・スミス講演。
- 1973年 - 雑誌 『写真批評』創刊。
- 1976年 - 専門課程設置認可。
- 1992年 - 創立者・重森弘淹が死去、土田ヒロミ校長就任。
- 1997年 - 森裕貴校長就任。
- 1993年 - 重森弘淹顕彰会設立。
- 2001年 - 藤田直道校長就任。
- 2002年 - 谷口雅校長就任。
- 2012年 - 伊奈英次校長就任。
- 2018年 - 敷地内に保育園「みんなのみらい日吉園」を併設[1]。

## 設置学科
- 文化教養分野、専門課程
  - 写真芸術第1学科（昼間部、修業年限3年）
  - 写真芸術第2学科（夜間部、修業年限2年）
  - 研究科（修業年限2年）

## 交通アクセス
- 住所：神奈川県横浜市港北区箕輪町2-2-32
- 渋谷駅から東急東横線20分、日吉駅で下車。
- 横浜駅から東急東横線15分、日吉駅で下車。
- 日吉駅から、徒歩で6分。

## 講師
50音順

### 現在の講師
- 谷口雅（ウェブページ〈2010年1月13日時点のアーカイブ〉）

#### 実習
- 伊奈英次（ウェブページ）
- 稲木秀臣
- 岩岸修一
- 大西みつぐ（ウェブページ・大西ゼミ - ウェイバックマシン（2005年4月16日アーカイブ分））
- 小野智光
- 加藤洋一
- 金村修（ワークショップ）
- 後藤元洋（ウェブページ - ウェイバックマシン（2000年1月22日アーカイブ分））
- 小林晴夫
- 雜賀雄二（ウェブページ）
- 榊原ようこ（ウェブページ）
- 柴田敏雄（ウェブページ）
- 鈴木理策（ウェブページ）
- 高橋和海
- 田村彰英（ウェブページ）
- 中本佳材
- 野々下猛
- 林憲治
- 林隆喜
- 松岡達也
- 森田衣起
- 柳本史歩
- 渡辺兼人
- 渡部良治

#### 講義
- 秋田考弘（マンガ論）
- 阿部聡子（19世紀写真研究）
- 飯沢耕太郎（写真作家研究）
- 小田智子（写真家のための英語）
- 上野修（卒論指導）
- 金子隆一（写真評論）
- 小林等（現代美術論）
- 斉藤一政（心理学）
- 杉田敦（現代美学）
- 出口丈人（映画研究）
- 永井宏（文章表現）
- 永瀬唯（近代技術史）（ブログ - ウェイバックマシン（2004年5月28日アーカイブ分））
- 野村梓（映画作家研究）
- 和田正昭（基礎写真工学）

#### 非常勤講師
- 山田大輔（ウェブページ - ウェイバックマシン（1999年10月4日アーカイブ分））

### 過去に講師を務めた人物
- 須田一政
- 鈴木清
- 土田ヒロミ（ウェブページ）
- 森裕貴
- 内原恭彦
- 村井志摩子
- 山岸俊男

## 主な出身者
- イチロー・ナガタ
- 桑原史成
- 本橋成一
- 篠山紀信
- 鈴木清
- 土田ヒロミ
- 須田一政
- 英伸三
- 渡辺兼人
- 水野克比古

- 操上和美
- 栗林慧
- 十文字美信
- 水谷章人
- 田村彰英
- 下瀬信雄
- 元村和彦
- 大西みつぐ
- 小林のりお
- 伊奈英次

- 平敷兼七
- 服部徹夫
- 内山英明
- 久門易
- 金村修
- 木村尚樹
- 鈴木理策
- 林隆喜
- 大橋愛
- 西森有里
- 大西暢夫

- 吉田公子
- 安田千絵
- 原一男
- 原美樹子
- 長谷川周
- 樋口健二
- 菊池東太
- 木津康夫
- 紀あさ
- 倉持正実
- 小町剛廣

- 林憲治
- 新井卓
- 庄子利男
- 池尻清
- タカオカ邦彦
- 森下大輔
- 箱山直子
- 池田葉子
- 船木菜穂子
- 貫井勇志
- 柯錫杰